# Avrillé (Vendée)
 Avrillé  es una población y comuna francesa, en la región de Países del Loira, departamento de Vendée, en el distrito de Les Sables-d'Olonne y cantón de Talmont-Saint-Hilaire.

## Demografía
| 893 | 856 | 912 | 940 | 1004 | 1008 | 1081 |
| Para los censos de 1962 a 1999 la población legal corresponde a la población sin duplicidades (Fuente: INSEE [Consultar]) |     |     |     |      |      |      |